# Liste der Umgebindehäuser im Landkreis Sächsische Schweiz-Osterzgebirge

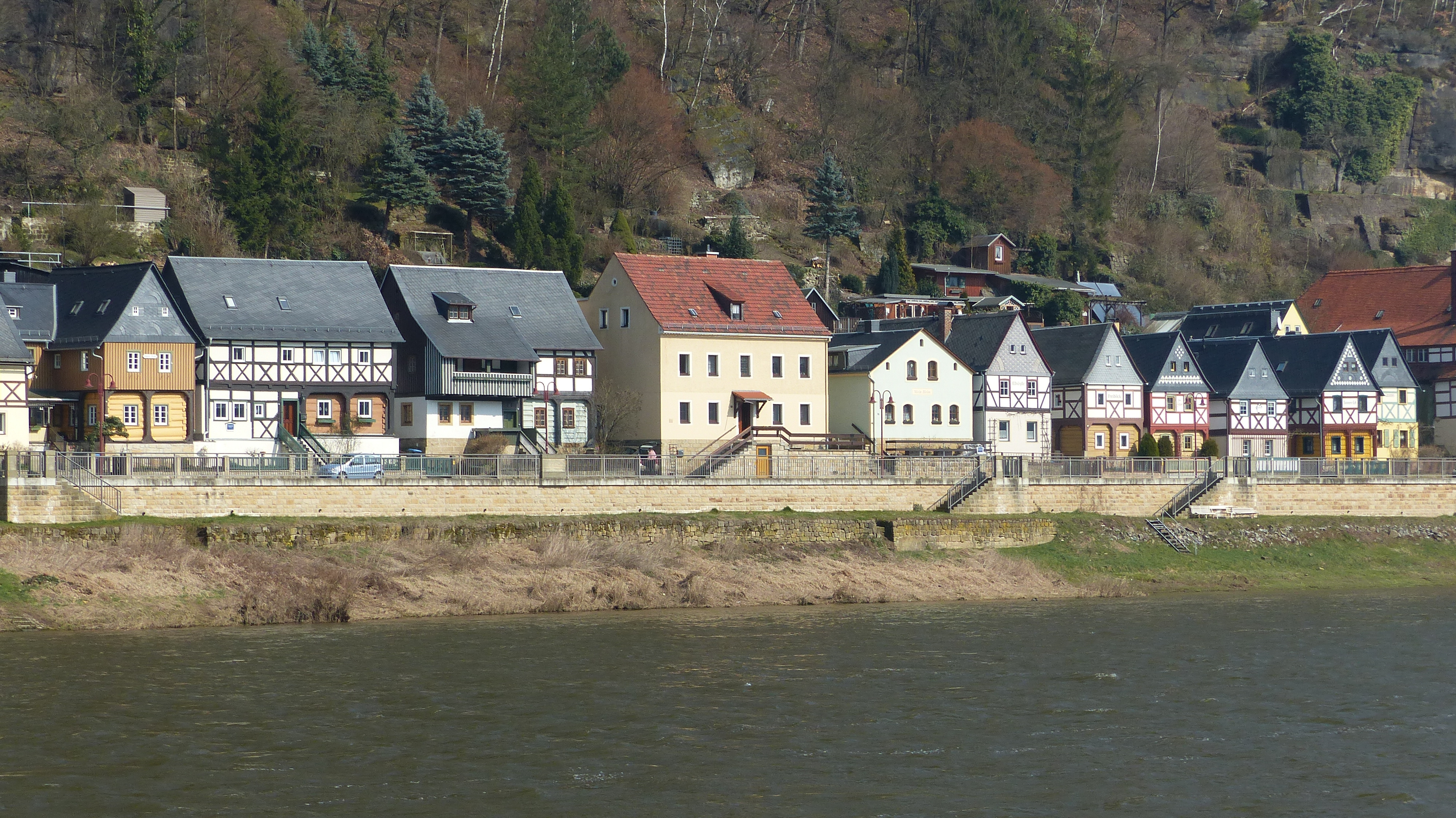
Umgebindehäuser in Postelwitz (Bad Schandau)

Die Liste der Umgebindehäuser im Landkreis Sächsische Schweiz-Osterzgebirge enthält die denkmalgeschützten Umgebindehäuser des Landkreises Sächsische Schweiz-Osterzgebirge, so wie sie in der vom Landesamt für Denkmalpflege Sachsen geführten Denkmalliste für den Landkreis ausgewiesen sind, ebenso weitere nicht-denkmalgeschützte Umgebindehäuser.
Rund 6000 denkmalgeschützte Umgebindehäuser befinden sich in der Oberlausitz und sind in den Landkreisen Görlitz und Bautzen konzentriert. Darüber hinaus gibt es aber auch Ausläufer dieser einzigartigen Umgebindehauslandschaft in anderen sächsischen Regionen, so in Dresden (6), im Landkreis Meißen (2), im Erzgebirgskreis (Aue 1), in der Sächsischen Schweiz/Osterzgebirge (ca. 250 denkmalgeschützt) und im länderübergreifenden Vogtland mit Sachsen (Mühlental und Gürth bei Raun), Thüringen (Altenburger Land u. a.) und Bayern (Regnitzlosau).
Im Folgenden werden vor allem die rund 270 Umgebindehäuser im Landkreis Sächsische Schweiz/Osterzgebirge listenmäßig aufgeführt.

## Denkmalgeschützte Umgebindehäuser

### Altenberg
| Bild           | Bezeichnung   | Lage                                         | Datierung | Beschreibung                                                   | ID       |
| -------------- | ------------- | -------------------------------------------- | --------- | -------------------------------------------------------------- | -------- |
| Weitere Bilder | Wohnhaus      | Geising, Enge Gasse 2 (Karte)                |           | Wohnhaus (Obergeschoss Fachwerk) (ehem. Umgebinde)             |          |
| Weitere Bilder | Wohnhaus      | Geising, Enge Gasse 4 (Karte)                |           | Wohnhaus (Umgebinde) und vor dem Eingang granitener Trittstein | 09277439 |
| Weitere Bilder | Wohnstallhaus | Oberbärenburg, Waldidyller Weg 8; 10 (Karte) |           | Wohnstallhaus                                                  |          |

### Bad Schandau

#### Krippen
| Bild           | Bezeichnung | Lage                                       | Datierung | Beschreibung         | ID |
| -------------- | ----------- | ------------------------------------------ | --------- | -------------------- | -- |
| Weitere Bilder | Wohnhaus    | Berghangweg 17 (Karte)                     | 1656/58   | Wohnhaus (Umgebinde) |    |
| Weitere Bilder | Wohnhaus    | Friedrich-Gottlob-Keller-Straße 78 (Karte) |           | Wohnhaus (Umgebinde) |    |

#### Ostrau
| Bild           | Bezeichnung | Lage                     | Datierung | Beschreibung                                                       | ID |
| -------------- | ----------- | ------------------------ | --------- | ------------------------------------------------------------------ | -- |
| Weitere Bilder | Wohnhaus    | Alter Schulweg 1 (Karte) |           | Wohnhaus (Umgebinde)                                               |    |
| Weitere Bilder | Wohnhaus    | Alter Schulweg 4 (Karte) |           | Wohnhaus (ehemals Umgebinde) und Seitengebäude                     |    |
| Weitere Bilder | Bauernhof   | Alter Schulweg 6 (Karte) |           | Bauernhof mit Wohnstallhaus (Umgebinde) und Scheune mit Durchfahrt |    |
| Weitere Bilder | Wohnhaus    | Dorfstraße 12 (Karte)    |           | Wohnhaus (Umgebinde) und Seitengebäude                             |    |
| Weitere Bilder | Wohnhaus    | Heidehorn 4 (Karte)      |           | Wohnhaus (Umgebinde)                                               |    |

#### Porschdorf
| Bild           | Bezeichnung     | Lage                          | Datierung | Beschreibung                                        | ID |
| -------------- | --------------- | ----------------------------- | --------- | --------------------------------------------------- | -- |
| Weitere Bilder | Bahnhofsgebäude | Am Bahnhof 58 (Karte)         |           | Empfangsgebäude mit angebauter hölzerner Wartehalle |    |
| Weitere Bilder | Wohnhaus        | Hohnsteiner Straße 20 (Karte) |           | Wohnhaus (Umgebinde)                                |    |

#### Postelwitz
| Bild           | Bezeichnung        | Lage                  | Datierung | Beschreibung                        | ID |
| -------------- | ------------------ | --------------------- | --------- | ----------------------------------- | -- |
|                | Wohnhaus           | Elbufer 9 (Karte)     |           | Wohnhaus (ehem. Umgebinde)          |    |
| Weitere Bilder | Wohnhaus           | Elbufer 11 (Karte)    |           | Wohnhaus (Umgebinde) mit Laubengang |    |
| Weitere Bilder | Wohnhaus           | Elbufer 47 (Karte)    |           | Wohnhaus (Umgebinde)                |    |
| Weitere Bilder | Wohnhaus           | Elbufer 49 (Karte)    |           | Wohnhaus (Umgebinde)                |    |
| Weitere Bilder | Wohnhaus           | Elbufer 51 (Karte)    |           | Wohnhaus (Umgebinde)                |    |
| Weitere Bilder | Sieben-Brüder-Haus | Elbufer 59 (Karte)    |           | Sieben-Brüder-Haus                  |    |
| Weitere Bilder | Sieben-Brüder-Haus | Elbufer 61 (Karte)    |           | Sieben-Brüder-Haus                  |    |
| Weitere Bilder | Sieben-Brüder-Haus | Elbufer 65 (Karte)    |           | Sieben-Brüder-Haus                  |    |
| Weitere Bilder | Wohnhaus           | Wolfsgraben 5 (Karte) |           | Wohnhaus (Umgebinde)                |    |

#### Schandau
| Bild | Bezeichnung | Lage                  | Datierung | Beschreibung         | ID |
| ---- | ----------- | --------------------- | --------- | -------------------- | -- |
|      | Wohnhaus    | Schloßberg 12 (Karte) |           | Wohnhaus (Umgebinde) |    |

#### Schmilka
| Bild           | Bezeichnung | Lage                | Datierung | Beschreibung         | ID |
| -------------- | ----------- | ------------------- | --------- | -------------------- | -- |
| Weitere Bilder | Wohnhaus    | Schmilka 29 (Karte) |           | Wohnhaus (Umgebinde) |    |
| Weitere Bilder | Wohnhaus    | Schmilka 38 (Karte) |           | Wohnhaus (Umgebinde) |    |

#### Waltersdorf
| Bild                                    | Bezeichnung | Lage                        | Datierung | Beschreibung                                       | ID |
| --------------------------------------- | ----------- | --------------------------- | --------- | -------------------------------------------------- | -- |
| Direkt Bild zu diesem Denkmal hochladen | Wohnhaus    | Liliensteinstraße 5 (Karte) |           | Wohnhaus (Umgebinde) und Scheune eines Bauernhofes |    |

### Dohma
| Bild           | Bezeichnung | Lage                                | Datierung       | Beschreibung | ID |
| -------------- | ----------- | ----------------------------------- | --------------- | --- | -- |
| Weitere Bilder | Bauernhof   | Weißenhoher Weg (Cotta B 3) (Karte) | 16. Jahrhundert | Wohnstallhaus, Seitengebäude (Umgebinde) und Reste der nordwestlichen Scheune eines Bauernhofes, dazu Hofpflaster |    |

### Dürrröhrsdorf-Dittersbach
| Bild           | Bezeichnung    | Lage                                   | Datierung | Beschreibung | ID       |
| -------------- | -------------- | -------------------------------------- | --------- | --- | -------- |
| Weitere Bilder | Dreiseithof    | Dobra, Pirnaer Straße 16 (Karte)       |           | Zwei Nebengebäude (Scheune zur Alten Straße, ehemaliges Wohnhaus mit Umgebinde zur Pirnaer Straße) und vier Torpfosten sowie Inschrifttafel eines Dreiseithofes, im Hof alter Dreschgöpel |          |
| Weitere Bilder | Wohnhaus       | Stürza, Hohnsteiner Straße 39 (Karte)  |           | Wohnhaus (Umgebinde) und Scheune eines Bauernhofes |          |
| Weitere Bilder | Häusleranwesen | Wilschdorf, Dresdner Straße 55 (Karte) |           | Häusleranwesen (Obergeschoss Fachwerk) mit Umgebinde | 09277222 |

### Gohrisch

#### Cunnersdorf
| Bild           | Bezeichnung | Lage                            | Datierung | Beschreibung                                                                                                   | ID |
| -------------- | ----------- | ------------------------------- | --------- | --- | -- |
| Weitere Bilder | Wohnhaus    | Cunnersdorfer Straße 4 (Karte)  |           | Wohnhaus (ehem. Umgebinde)                                                                                     |    |
| Weitere Bilder | Bauernhof   | Cunnersdorfer Straße 12 (Karte) |           | Wohnstallhaus, Auszüglerhaus und Scheune eines Dreiseithofes, dazu alte Pflasterung im Hof und zwei Torpfeiler |    |
| Weitere Bilder | Wohnhaus    | Cunnersdorfer Straße 22 (Karte) |           | Wohnhaus (Umgebinde)                                                                                           |    |
| Weitere Bilder | Wohnhaus    | Cunnersdorfer Straße 37 (Karte) |           | Wohnhaus (Umgebinde)                                                                                           |    |
| Weitere Bilder | Wohnhaus    | Cunnersdorfer Straße 52 (Karte) |           | Wohnhaus (Umgebinde)                                                                                           |    |

#### Kleinhennersdorf
| Bild                                    | Bezeichnung   | Lage                           | Datierung | Beschreibung                                | ID |
| --------------------------------------- | ------------- | ------------------------------ | --------- | ------------------------------------------- | -- |
| Weitere Bilder                          | Wohnstallhaus | Hauptstraße 35 (Karte)         |           | Wohnstallhaus (Umgebinde) eines Bauernhofes |    |
| Weitere Bilder                          | Wohnhaus      | Hauptstraße 48 (Karte)         |           | Wohnhaus (Umgebinde)                        |    |
| Direkt Bild zu diesem Denkmal hochladen | Wohnhaus      | Liethenhäuser 13, 13 a (Karte) |           | Wohnhaus (Umgebinde)                        |    |

### Hohnstein

#### Cunnersdorf
| Bild           | Bezeichnung   | Lage                        | Datierung | Beschreibung                                            | ID |
| -------------- | ------------- | --------------------------- | --------- | ------------------------------------------------------- | -- |
| Weitere Bilder | Wohnstallhaus | Bockmühlenstraße 40 (Karte) |           | Südliches Wohnstallhaus (Umgebinde) eines Vierseithofes |    |
| Weitere Bilder | Wohnstallhaus | Im Polenztal 4 (Karte)      |           | Wohnstallhaus (Umgebinde)                               |    |

#### Ehrenberg
| Bild | Bezeichnung | Lage                 | Datierung | Beschreibung              | ID |
| ---- | ----------- | -------------------- | --------- | ------------------------- | -- |
|      | Wohnhaus    | Mühlstraße 6 (Karte) |           | Wohnstallhaus (Umgebinde) |    |

#### Goßdorf
| Bild           | Bezeichnung   | Lage              | Datierung | Beschreibung              | ID |
| -------------- | ------------- | ----------------- | --------- | ------------------------- | -- |
| Weitere Bilder | Wohnstallhaus | Hohlweg 6 (Karte) |           | Wohnstallhaus (Umgebinde) |    |

#### Lohsdorf
| Bild           | Bezeichnung   | Lage                     | Datierung | Beschreibung                                             | ID |
| -------------- | ------------- | ------------------------ | --------- | -------------------------------------------------------- | -- |
| Weitere Bilder | Wohnstallhaus | An der Sorge 8 (Karte)   |           | Wohnstallhaus (Umgebinde)                                |    |
| Weitere Bilder | Wohnstallhaus | Oberdorfstraße 8 (Karte) |           | Wohnstallhaus (Umgebinde) eines ehemaligen Dreiseithofes |    |

#### Ulbersdorf
| Bild           | Bezeichnung    | Lage                  | Datierung | Beschreibung                                            | ID |
| -------------- | -------------- | --------------------- | --------- | ------------------------------------------------------- | -- |
| Weitere Bilder | Wohnhaus       | Dorfstraße 11 (Karte) |           | Wohnhaus (Umgebinde) und Felsenkeller                   |    |
| Weitere Bilder | Ehem. Schmiede | Dorfstraße 15 (Karte) |           | Ehem. Schmiede (Umgebinde)                              |    |
| Weitere Bilder | Wohnstallhaus  | Dorfstraße 32 (Karte) |           | Wohnstallhaus (Umgebinde) und Scheune eines Bauernhofes |    |

#### Waitzdorf
| Bild           | Bezeichnung | Lage                     | Datierung | Beschreibung         | ID |
| -------------- | ----------- | ------------------------ | --------- | -------------------- | -- |
| Weitere Bilder | Wohnhaus    | Zum Dorfgrund 1 (Karte)  |           | Wohnhaus             |    |
|                | Wohnhaus    | Zum Dorfgrund 6 (Karte)  |           | Wohnhaus             |    |
| Weitere Bilder | Wohnhaus    | Zum Dorfgrund 15 (Karte) |           | Wohnhaus (Umgebinde) |    |

### Königstein
| Bild           | Bezeichnung | Lage                                   | Datierung | Beschreibung                      | ID       |
| -------------- | ----------- | -------------------------------------- | --------- | --------------------------------- | -------- |
|                | Wohnhaus    | Ebenheit 9 (zu) (Karte)                |           | Wohnhaus (Umgebinde)              |          |
| Weitere Bilder | Wohnhaus    | Pfaffenberg 15 (Karte)                 | 1587      | Wohnhaus in offener Bebauung      | 09304190 |
| Weitere Bilder | Wohnhaus    | Pfaffenberg 31 (Karte)                 | 1549      | Plappermühle, Ländliches Wohnhaus |          |
| Weitere Bilder | Wohnhaus    | Pfaffendorf: Pfaffensteinweg 5 (Karte) |           | Wohnhaus (Umgebinde)              |          |

### Lohmen
| Bild           | Bezeichnung   | Lage                          | Datierung | Beschreibung                                                  | ID |
| -------------- | ------------- | ----------------------------- | --------- | ------------------------------------------------------------- | -- |
| Weitere Bilder | Wohnstallhaus | Am Steigerhaus 3 (Karte)      |           | Wohnstallhaus (Umgebinde)                                     |    |
| Weitere Bilder | Wohnhaus      | Basteistraße 59 (Karte)       |           | Wohnhaus (Umgebinde)                                          |    |
| Weitere Bilder | Wohnstallhaus | Doberzeit, Am Anger 4 (Karte) |           | Ausgedingehaus (Umgebinde, Wohnstallhaus) eines Dreiseithofes |    |

### Neustadt in Sachsen

#### Krumhermsdorf
| Bild                                    | Bezeichnung   | Lage                 | Datierung | Beschreibung                                            | ID |
| --------------------------------------- | ------------- | -------------------- | --------- | ------------------------------------------------------- | -- |
| Direkt Bild zu diesem Denkmal hochladen | Wohnstallhaus | Neuhäuser 38 (Karte) |           | Wohnstallhaus (Umgebinde) mit integriertem Scheunenteil |    |

#### Langburkersdorf
| Bild           | Bezeichnung    | Lage                        | Datierung | Beschreibung               | ID |
| -------------- | -------------- | --------------------------- | --------- | -------------------------- | -- |
| Weitere Bilder | Ausgedingehaus | Dorfstraße 153 (Karte)      |           | Ausgedingehaus (Umgebinde) |    |
| Weitere Bilder | Wohnhaus       | Laubigtweg 22 (Karte)       |           | Wohnhaus (Umgebinde)       |    |
| Weitere Bilder | Wohnstallhaus  | Raupenbergstraße 16 (Karte) |           | Wohnstallhaus (Umgebinde)  |    |

#### Neustadt
| Bild           | Bezeichnung | Lage                  | Datierung | Beschreibung                                                           | ID |
| -------------- | ----------- | --------------------- | --------- | ---------------------------------------------------------------------- | -- |
| Weitere Bilder | Wohnhaus    | Neue Gasse 10 (Karte) |           | Wohnhaus (Umgebinde) mit Anbau im rechten Winkel (mit alter Oberlaube) |    |

#### Niederottendorf
| Bild                                    | Bezeichnung   | Lage                               | Datierung | Beschreibung                           | ID |
| --------------------------------------- | ------------- | ---------------------------------- | --------- | -------------------------------------- | -- |
| Weitere Bilder                          | Wohnstallhaus | Alter Weg 17a (Karte)              |           | Wohnstallhaus (Umgebinde)              |    |
| Weitere Bilder                          | Wohnstallhaus | Alter Weg 29 (Karte)               |           | Wohnstallhaus (Umgebinde)              |    |
| Weitere Bilder                          | Wohnstallhaus | Alter Weg 31 (Karte)               |           | Wohnstallhaus (Umgebinde)              |    |
| Weitere Bilder                          | Wohnstallhaus | Bischofswerdaer Straße 251 (Karte) |           | Wohnstallhaus (Umgebinde) mit Vorlaube |    |
| Direkt Bild zu diesem Denkmal hochladen | Wohnstallhaus | Bischofswerdaer Straße 252 (Karte) |           | Wohnstallhaus (Umgebinde)              |    |

#### Polenz
| Bild                                    | Bezeichnung        | Lage                       | Datierung | Beschreibung                                               | ID |
| --------------------------------------- | ------------------ | -------------------------- | --------- | ---------------------------------------------------------- | -- |
|                                         | Wohnhaus           | Mittelweg 25 (Karte)       |           | Wohnhaus (Umgebinde) mit integriertem Scheunenteil         |    |
|                                         | Wohnstallhaus      | Mittelweg 119 (Karte)      |           | Wohnstallhaus (Umgebinde) mit integrierter Scheune         |    |
| Direkt Bild zu diesem Denkmal hochladen | Wohnstallhaus      | Mittelweg 134 (Karte)      |           | Wohnstallhaus (Umgebinde) mit integrierter Scheune         |    |
| Weitere Bilder                          | Wohnstallhaus      | Obere Siedlung 2 (Karte)   |           | Wohnstallhaus (Umgebinde) mit integriertem Wirtschaftsteil |    |
| Weitere Bilder                          | Wohnstallhaus      | Polenztalstraße 62 (Karte) |           | Wohnstallhaus (Umgebinde)                                  |    |
| Weitere Bilder                          | ehem. Schulgebäude | Polenztalstraße 81 (Karte) |           | Schulgebäude (Umgebinde) und Scheune                       |    |
| Weitere Bilder                          | Wohnstallhaus      | Polenztalstraße 85 (Karte) |           | Wohnstallhaus (Umgebinde)                                  |    |

### Pirna
| Bild | Bezeichnung   | Lage                                         | Datierung | Beschreibung | ID |
| ---- | ------------- | -------------------------------------------- | --------- | --- | -- |
|      | Wohnhaus      | Bonnewitz, Im Grund 1 (Karte)                |           | Ländliches Wohnhaus (Fachwerk mit Umgebinde)                                                                          |    |
|      | Wohnstallhaus | Jessen, Altjessen 51 (Karte)                 |           | Dreiseithof mit Wohnstallhaus (Fachwerk mit Umgebinde, ehemals verputzt), Seitengebäude (Fachwerk) und Scheune        |    |
|      | Wohnhaus      | Mockethal, Arthur‐Thiermann‐Straße 4 (Karte) |           | Ländliches Wohnhaus (zwei im Winkel aneinander gebauten Teilen, eines davon Umgebinde) und Stützmauer des Grundstücks |    |

### Rathen
| Bild           | Bezeichnung   | Lage                  | Datierung | Beschreibung              | ID |
| -------------- | ------------- | --------------------- | --------- | ------------------------- | -- |
| Weitere Bilder | Wohnhaus      | Am Grünbach 9 (Karte) |           | Wohnhaus (Umgebinde)      |    |
| Weitere Bilder | Wohnstallhaus | Basteiweg 1 (Karte)   |           | Wohnstallhaus (Umgebinde) |    |

### Rathmannsdorf
| Bild           | Bezeichnung   | Lage                 | Datierung | Beschreibung               | ID |
| -------------- | ------------- | -------------------- | --------- | -------------------------- | -- |
|                | Wohnhaus      | Am Dörfel 9 (Karte)  |           | Wohnhaus (ehem. Umgebinde) |    |
| Weitere Bilder | Wohnstallhaus | Dorfplatz 12 (Karte) |           | Wohnstallhaus (Umgebinde)  |    |

### Reinhardtsdorf-Schöna

#### Reinhardtsdorf
| Bild           | Bezeichnung   | Lage                     | Datierung | Beschreibung                                                                         | ID |
| -------------- | ------------- | ------------------------ | --------- | ------------------------------------------------------------------------------------ | -- |
| Weitere Bilder | Wohnstallhaus | Dr.-Jacobi-Weg 5 (Karte) |           | Wohnstallhaus (Umgebinde, Nr. 5), Auszugshaus (Nr. 5b) und Scheune eines Bauernhofes |    |

#### Schöna
| Bild           | Bezeichnung | Lage                    | Datierung | Beschreibung                                                                     | ID |
| -------------- | ----------- | ----------------------- | --------- | -------------------------------------------------------------------------------- | -- |
| Weitere Bilder | Wohnhaus    | Grundweg 57 (Karte)     |           | Wohnhaus (Umgebinde)                                                             |    |
| Weitere Bilder | Wohnhaus    | Hauptstraße 4 (Karte)   |           | Wohnhaus (Umgebinde)                                                             |    |
| Weitere Bilder | Auszugshaus | Hauptstraße 30a (Karte) |           | Wohnstallhaus, Auszugshaus (Umgebinde), Scheune und Schuppen eines Vierseithofes |    |

#### Kleingießhübel
| Bild           | Bezeichnung   | Lage                    | Datierung | Beschreibung | ID |
| -------------- | ------------- | ----------------------- | --------- | --- | -- |
| Weitere Bilder | Auszüglerhaus | Dorfstraße 13 (Karte)   |           | Wohnstallhaus (Umgebinde, Nr. 13b) und Auszüglerhaus (Umgebinde, Nr. 13) eines ehem. Dreiseithofes                               |    |
| Weitere Bilder | Wohnstallhaus | Dorfstraße 13 b (Karte) |           | Wohnstallhaus (Umgebinde, Nr. 13b) und Auszüglerhaus (Umgebinde, Nr. 13) eines ehem. Dreiseithofes                               |    |
| Weitere Bilder | Wohnhaus      | Hirschgrund 15 (Karte)  |           | Wohnhaus (Umgebinde) |    |
| Weitere Bilder | Wohnstallhaus | Hirschgrund 18 (Karte)  |           | Wohnstallhaus (Umgebinde) und Seitengebäude eines Bauernhofes                                                                    |    |
| Weitere Bilder | Wohnhaus      | Hirschgrund 23 (Karte)  |           | Wohnhaus (Umgebinde) |    |
| Weitere Bilder | Wohnstallhaus | Rundweg 1 (Karte)       |           | Wohnstallhaus (Umgebinde, Nr. 1) und Wohnhaus (Nr. 1b)                                                                           |    |
| Weitere Bilder | Wohnhaus      | Rundweg 2 (Karte)       |           | Wohnhaus (Umgebinde) |    |
| Weitere Bilder | Wohnstallhaus | Rundweg 3 (Karte)       |           | Wohnstallhaus (Umgebinde) und Seitengebäude eines Bauernhofes                                                                    |    |
| Weitere Bilder | Wohnstallhaus | Rundweg 27 (Karte)      |           | Südliches Wohnstallhaus (Umgebinde), nördliches Seitengebäude, westliche Feldscheune und südöstliche Scheune eines Dreiseithofes |    |

### Sebnitz

#### Altendorf
| Bild                                    | Bezeichnung   | Lage                        | Datierung | Beschreibung                                                                                       | ID |
| --------------------------------------- | ------------- | --------------------------- | --------- | -------------------------------------------------------------------------------------------------- | -- |
| Weitere Bilder                          | Wohnhaus      | Sebnitzer Straße 5a (Karte) |           | Ländliches Wohnhaus (Umgebinde)                                                                    |    |
| Direkt Bild zu diesem Denkmal hochladen | Wohnstallhaus | Sebnitzer Straße 7a (Karte) |           | Ehemaliges Vorwerk mit großem Wohnstallhaus (Umgebinde) und Nebengebäuden (Stall und Stallscheune) |    |

#### Hertigswalde
| Bild           | Bezeichnung | Lage                     | Datierung | Beschreibung                                                            | ID |
| -------------- | ----------- | ------------------------ | --------- | ----------------------------------------------------------------------- | -- |
| Weitere Bilder | Wohnhaus    | Hertigswalde 75 (Karte)  |           | Frei stehendes Wohnhaus (Umgebinde, Obergeschoss Fachwerk, verbrettert) |    |
|                | Wohnhaus    | Hertigswalde 97 (Karte)  |           | Ländliches Wohnhaus                                                     |    |
| Weitere Bilder | Wohnhaus    | Hertigswalde 134 (Karte) |           | Wohnhaus mit Umgebinde und Blockstube, Obergeschoss Fachwerk            |    |

#### Hinterhermsdorf
| Bild                                    | Bezeichnung   | Lage                         | Datierung | Beschreibung                                                                           | ID       |
| --------------------------------------- | ------------- | ---------------------------- | --------- | -------------------------------------------------------------------------------------- | -------- |
| Direkt Bild zu diesem Denkmal hochladen | Wohnstallhaus | Am Langk 3 (Karte)           |           | Wohnstallhaus (Umgebinde)                                                              |          |
| Direkt Bild zu diesem Denkmal hochladen | Wohnstallhaus | Am Langk 4 (Karte)           |           | Wohnstallhaus (Umgebinde)                                                              |          |
|                                         | Wohnhaus      | An der Kirnitzsch 1 (Karte)  |           | Ländliches Wohnhaus (Umgebinde)                                                        |          |
| Weitere Bilder                          | Wohnhaus      | Beize 1 (Karte)              |           | Kleines Wohnhaus (Umgebinde)                                                           |          |
| Weitere Bilder                          | Wohnhaus      | Beize 4 (Karte)              |           | Kleines Wohnhaus (Umgebinde)                                                           |          |
| Weitere Bilder                          | Wohnhaus      | Beize 5 (Karte)              |           | Wohnhaus (Umgebinde)                                                                   |          |
| Direkt Bild zu diesem Denkmal hochladen | Wohnstallhaus | Beize 11 (Karte)             |           | Wohnstallhaus (Umgebinde)                                                              |          |
|                                         | Wohnstallhaus | Beize 12 (Karte)             |           | Wohnstallhaus (Umgebinde) und Holzscheune eines kleinen Zweiseithofes                  |          |
| Weitere Bilder                          | Wohnstallhaus | Birkenweg 9 (Karte)          |           | Wohnstallhaus (Umgebinde)                                                              |          |
| Weitere Bilder                          | Wohnhaus      | Buchenstraße 1 (Karte)       |           | Ländliches Wohnhaus (Umgebinde)                                                        |          |
|                                         | Wohnhaus      | Buchenstraße 4 (Karte)       |           | Ländliches Wohnhaus (Umgebinde)                                                        | 09254459 |
| Weitere Bilder                          | Wohnstallhaus | Buchenstraße 8 (Karte)       |           | Großes Wohnstallhaus (Umgebinde)                                                       |          |
|                                         | Wohnhaus      | Dorfbachweg 1 (Karte)        |           | Wohnhaus (Umgebinde) ohne Anbau                                                        |          |
| Weitere Bilder                          | Wohnhaus      | Dorfbachweg 2 (Karte)        |           | Ländliches Wohnhaus (Umgebinde)                                                        |          |
| Weitere Bilder                          | Wohnstallhaus | Dorfbachweg 3 (Karte)        |           | Wohnstallhaus (Umgebinde)                                                              |          |
| Direkt Bild zu diesem Denkmal hochladen | Wohnhaus      | Dorfbachweg 5 (Karte)        |           | Ländliches Wohnhaus (Umgebinde)                                                        |          |
| Direkt Bild zu diesem Denkmal hochladen | Wohnhaus      | Dorfbachweg 6 (Karte)        |           | Wohnhaus (Umgebinde)                                                                   |          |
| Weitere Bilder                          | Wohnstallhaus | Dorfbachweg 11 (Karte)       |           | Wohnstallhaus (Umgebinde)                                                              |          |
| Direkt Bild zu diesem Denkmal hochladen | Wohnhaus      | Dorfbachweg 12 (Karte)       |           | Wohnhaus (Umgebinde)                                                                   |          |
| Weitere Bilder                          | Wohnhaus      | Dorfbachweg 19 (Karte)       |           | Kleines ländliches Wohnhaus (Umgebinde)                                                |          |
| Weitere Bilder                          | Wohnhaus      | Dorfbachweg 25 (Karte)       |           | Wohnhaus (Umgebinde)                                                                   |          |
| Weitere Bilder                          | Wohnhaus      | Neudorfstraße 1 (Karte)      |           | Ländliches Wohnhaus (Umgebinde), baugeschichtlich und straßenbildprägend von Bedeutung | 09254424 |
| Weitere Bilder                          | Wohnhaus      | Neudorfstraße 2 (Karte)      |           | Ländliches Wohnhaus (Umgebinde)                                                        |          |
| Weitere Bilder                          | Wohnhaus      | Neudorfstraße 8 (Karte)      |           | Ländliches Wohnhaus (Umgebinde)                                                        |          |
| Weitere Bilder                          | Wohnhaus      | Neudorfstraße 33 (Karte)     |           | Kleines ländliches Wohnhaus (Umgebinde)                                                |          |
| Weitere Bilder                          | Wohnstallhaus | Neudorfstraße 35 (Karte)     |           | Wohnstallhaus (Umgebinde)                                                              |          |
| Weitere Bilder                          | Wohnstallhaus | Neudorfstraße 39 (Karte)     |           | Wohnstallhaus (Umgebinde) mit integrierter Scheune                                     | 09254431 |
| Weitere Bilder                          | Wohnhaus      | Neudorfstraße 41 (Karte)     |           | Ländliches Wohnhaus (Umgebinde)                                                        | 09254432 |
| Weitere Bilder                          | Wohnstallhaus | Neudorfstraße 43 (Karte)     |           | Wohnstallhaus (Umgebinde), mit integriertem Wirtschaftsteil                            |          |
| Weitere Bilder                          | Wohnstallhaus | Neudorfstraße 47 (Karte)     |           | Wohnstallhaus (Umgebinde)                                                              |          |
| Weitere Bilder                          | Wohnhaus      | Neudorfstraße 49 (Karte)     |           | Wohnhaus (Umgebinde) auf massivem Sockel (Hanglage)                                    |          |
| Weitere Bilder                          | Wohnhaus      | Neudorfstraße 51 (Karte)     |           | Wohnhaus (Umgebinde)                                                                   |          |
| Weitere Bilder                          | Wohnstallhaus | Neudorfstraße 53 (Karte)     |           | Wohnstallhaus (Umgebinde)                                                              |          |
| Weitere Bilder                          | Wohnstallhaus | Neudorfstraße 55 (Karte)     |           | Wohnstallhaus (Umgebinde)                                                              |          |
| Weitere Bilder                          | Wohnstallhaus | Neudorfstraße 57 (Karte)     |           | Wohnstallhaus (Umgebinde) mit integrierter Scheune                                     |          |
|                                         | Wohnhaus      | Neudorfstraße 59 (Karte)     |           | Ländliches Wohnhaus (Umgebinde)                                                        |          |
| Weitere Bilder                          |               | Neudorfstraße 61 (Karte)     |           | Ländliches Wohnhaus (Umgebinde)                                                        |          |
|                                         | Wohnhaus      | Oberdorfweg 1 (Karte)        |           | Wohnhaus (Umgebinde)                                                                   |          |
| Direkt Bild zu diesem Denkmal hochladen | Wohnhaus      | Oberdorfweg 4 (Karte)        |           | Wohnhaus (Umgebinde)                                                                   |          |
|                                         | Wohnhaus      | Oberdorfweg 7 (Karte)        |           | Wohnhaus (Umgebinde)                                                                   |          |
|                                         | Wohnhaus      | Oberdorfweg 10 (Karte)       |           | Wohnhaus (Umgebinde)                                                                   |          |
| Weitere Bilder                          | Wohnhaus      | Oberdorfweg 14 (Karte)       |           | Ländliches Wohnhaus (Umgebinde) mit integrierter Scheune                               |          |
| Weitere Bilder                          | Wohnhaus      | Oberdorfweg 29 (Karte)       |           | Wohnhaus (Umgebinde) und Holzscheune eines Bauernhofes                                 |          |
|                                         |               | Oberdorfweg 37 (Karte)       |           | Wohnhaus (Umgebinde, originale Blockstube mit Eckverkämmung)                           |          |
| Weitere Bilder                          | Ehem. Schule  | Schandauer Straße 7 (Karte)  |           | Ehemalige Schule (Umgebinde) und Treppenaufgang                                        |          |
| Weitere Bilder                          | Wohnstallhaus | Schandauer Straße 9 (Karte)  |           | Wohnstallhaus mit integriertem kleinen Scheunenteil (Umgebinde) und Treppenaufgang     |          |
| Weitere Bilder                          | Wohnhaus      | Schandauer Straße 21 (Karte) |           | Wohnhaus (Umgebinde)                                                                   |          |
| Weitere Bilder                          | Wohnhaus      | Schandauer Straße 22 (Karte) |           | Ländliches Wohnhaus (Umgebinde)                                                        |          |
| Weitere Bilder                          | Wohnhaus      | Schandauer Straße 23 (Karte) |           | Ländliches Wohnhaus (Umgebinde)                                                        | 09254477 |
| Weitere Bilder                          | Wohnhaus      | Schandauer Straße 24 (Karte) |           | Wohnhaus (Umgebinde)                                                                   |          |
| Weitere Bilder                          | Wohnhaus      | Schandauer Straße 27 (Karte) |           | Wohnhaus (Umgebinde)                                                                   |          |
| Weitere Bilder                          | Wohnhaus      | Schandauer Straße 30 (Karte) |           | Wohnhaus (Umgebinde)                                                                   |          |
| Direkt Bild zu diesem Denkmal hochladen | Wohnhaus      | Schandauer Straße 31 (Karte) |           | Ländliches Wohnhaus (Umgebinde, eingeschossiges Häusleranwesen)                        |          |
| Weitere Bilder                          | Wohnstallhaus | Schandauer Straße 33 (Karte) |           | Wohnstallhaus (Umgebinde) und Holzscheune eines kleinen Zweiseithofes                  |          |
| Weitere Bilder                          | Wohnhaus      | Schandauer Straße 40 (Karte) |           | Wohnhaus (Umgebinde) mit integrierter Scheune                                          |          |
| Weitere Bilder                          | Wohnstallhaus | Schandauer Straße 50 (Karte) |           | Wohnstallhaus (Umgebinde) und Sandsteintrog und -mörser                                |          |
| Weitere Bilder                          | Wohnhaus      | Schandauer Straße 54 (Karte) |           | Wohnhaus (Umgebinde)                                                                   |          |
| Weitere Bilder                          | Wohnstallhaus | Schandauer Straße 64 (Karte) |           | Wohnstallhaus (Umgebinde)                                                              |          |
| Weitere Bilder                          | Wohnhaus      | Schandauer Straße 74 (Karte) |           | Wohnhaus (Umgebinde)                                                                   |          |
| Weitere Bilder                          | Wohnstallhaus | Schandauer Straße 76 (Karte) |           | Wohnstallhaus (Umgebinde) mit integrierter kleiner Scheune                             |          |
| Weitere Bilder                          | Wohnhaus      | Schandauer Straße 78 (Karte) |           | Ländliches Wohnhaus (Umgebinde) mit integrierter kleiner Scheune                       |          |
| Weitere Bilder                          | Wohnhaus      | Schandauer Straße 86 (Karte) |           | Ländliches Wohnhaus (Umgebinde) ohne Anbau                                             |          |

#### Lichtenhain
| Bild                                    | Bezeichnung   | Lage                    | Datierung | Beschreibung                                                                                | ID |
| --------------------------------------- | ------------- | ----------------------- | --------- | ------------------------------------------------------------------------------------------- | -- |
| Direkt Bild zu diesem Denkmal hochladen | Wohnstallhaus | Folgenweg 3 (Karte)     |           | Wohnstallhaus (Umgebinde, Obergeschoss Fachwerk) mit Stallanbau                             |    |
|                                         | Wohnhaus      | Kurze Straße 12 (Karte) |           | Ländliches Wohnhaus (Obergeschoss Fachwerk, Umgebinde)                                      |    |
| Direkt Bild zu diesem Denkmal hochladen | Wohnhaus      | Talstraße 3 (Karte)     |           | Ländliches Wohnhaus (Umgebinde, Blockstube)                                                 |    |
| Weitere Bilder                          | Wohnstallhaus | Talstraße 20 (Karte)    |           | Wohnstallhaus (Umgebinde, Obergeschoss Fachwerk) und zwei Seitengebäude eines Dreiseithofes |    |
| Weitere Bilder                          | Wohnhaus      | Talstraße 25 (Karte)    |           | Wohnhaus (Umgebinde, Obergeschoss Fachwerk)                                                 |    |

#### Mittelndorf
| Bild                                    | Bezeichnung   | Lage                       | Datierung | Beschreibung                                                       | ID |
| --------------------------------------- | ------------- | -------------------------- | --------- | ------------------------------------------------------------------ | -- |
| Direkt Bild zu diesem Denkmal hochladen | Wohnstallhaus | Dorfstraße 12 (Karte)      |           | Wohnstallhaus (Umgebinde, Obergeschoss Fachwerk)                   |    |
| Weitere Bilder                          | Wohnhaus      | Niederdorfstraße 3 (Karte) |           | Ländliches Wohnhaus (Umgebinde, Obergeschoss Fachwerk)             |    |
| Weitere Bilder                          | Wohnstallhaus | Obere Straße 16 (Karte)    |           | Wohnstallhaus (Umgebinde, Obergeschoss Fachwerk) eines Bauernhofes |    |

#### Ottendorf
| Bild                                    | Bezeichnung   | Lage                          | Datierung | Beschreibung                                                              | ID |
| --------------------------------------- | ------------- | ----------------------------- | --------- | ------------------------------------------------------------------------- | -- |
| Weitere Bilder                          | Wohnstallhaus | Endlerkuppe 7 (Karte)         |           | Wohnstallhaus (Umgebinde, Obergeschoss Fachwerk)                          |    |
| Weitere Bilder                          | Wohnhaus      | Hauptstraße 2 (Karte)         |           | Umgebindeteil eines ländlichen Wohnhauses                                 |    |
| Weitere Bilder                          | Wohnhaus      | Hauptstraße 5 (Karte)         |           | Ländliches Wohnhaus (Umgebinde, Obergeschoss Fachwerk)                    |    |
| Weitere Bilder                          | Wohnhaus      | Hauptstraße 23 (Karte)        |           | Ländliches Wohnhaus (Umgebinde, Obergeschoss Fachwerk)                    |    |
| Weitere Bilder                          | Buschmühle    | Kirnitzschtalstraße 1 (Karte) |           | Wohnmühlenhaus (Umgebinde), Speicher, mühlen- und wassertechnische Anlage |    |
| Weitere Bilder                          | Wohnstallhaus | Lochräumicht 8 (Karte)        |           | Wohnstallhaus (Umgebinde, Obergeschoss Fachwerk)                          |    |
| Weitere Bilder                          | Wohnstallhaus | Parkweg 13 (Karte)            |           | Wohnstallhaus (Umgebinde, Obergeschoss Fachwerk)                          |    |
|                                         | Wohnhaus      | Sebnitzer Straße 11 (Karte)   |           | Ländliches Wohnhaus (Umgebinde, Obergeschoss Fachwerk)                    |    |
| Direkt Bild zu diesem Denkmal hochladen | Jagdhaus      | Zeughausstraße 2 (Karte)      |           | Ehem. Kgl. Jagdhaus (Umgebinde)                                           |    |
| Direkt Bild zu diesem Denkmal hochladen | Gebäude       | Zeughausstraße 5 (Karte)      |           | Massives Gebäude                                                          |    |

#### Saupsdorf
| Bild                                    | Bezeichnung    | Lage                               | Datierung | Beschreibung                                                                                     | ID |
| --------------------------------------- | -------------- | ---------------------------------- | --------- | ------------------------------------------------------------------------------------------------ | -- |
| Weitere Bilder                          | Wohnstallhaus  | Am Schäferberg 4 (Karte)           |           | Wohnstallhaus (Umgebinde, Obergeschoss Fachwerk)                                                 |    |
| Weitere Bilder                          | Wohnstallhaus  | Gerberweg 5 (Karte)                |           | Wohnstallhaus (Umgebinde, Obergeschoss Fachwerk)                                                 |    |
| Weitere Bilder                          | Wohnstallhaus  | Hinteres Räumicht 1 (Karte)        |           | Saupsdorfer Hütte, Wohnstallhaus (Umgebinde, Obergeschoss Fachwerk)                              |    |
|                                         | Wohnhaus       | Hinteres Räumicht 5 (Karte)        |           | Eingeschossiges ländliches Wohnhaus (Umgebinde)                                                  |    |
| Weitere Bilder                          | Wohnhaus       | Hinteres Räumicht 9 (Karte)        |           | Ländliches Wohnhaus (Umgebinde, Obergeschoss Fachwerk)                                           |    |
| Direkt Bild zu diesem Denkmal hochladen | Wohnhaus       | Hinteres Räumicht 15 (Karte)       |           | Wohnhaus (Umgebinde, Obergeschoss Fachwerk)                                                      |    |
| Direkt Bild zu diesem Denkmal hochladen | Wohnstallhaus  | Hinteres Räumicht 16 (Karte)       |           | Wohnstallhaus (Umgebinde, Obergeschoss Fachwerk)                                                 |    |
|                                         | Wohnhaus       | Hinterhermsdorfer Straße 1 (Karte) |           | Wohnhaus (Umgebinde, Obergeschoss Fachwerk)                                                      |    |
| Weitere Bilder                          | Wohnstallhaus  | Hinterhermsdorfer Straße 9 (Karte) |           | Wohnstallhaus (Umgebinde, Obergeschoss Fachwerk)                                                 |    |
| Direkt Bild zu diesem Denkmal hochladen | Auszugshaus    | Hohe 11 (Karte)                    |           | Auszugshaus (Umgebinde) eines Vierseithofes                                                      |    |
|                                         | Wohnhaus       | Hohe 23 (Karte)                    |           | Ländliches Wohnhaus (Umgebinde, Obergeschoss Fachwerk)                                           |    |
| Weitere Bilder                          | Wohnhaus       | Mittelweg 5 (Karte)                |           | Wohnhaus (Umgebinde) und daran angebautes Seitengebäude eines Hakenhofes                         |    |
| Weitere Bilder                          | Wohnhaus       | Mittelweg 7 (Karte)                |           | Wohnhaus (Umgebinde) und daran angebautes Seitengebäude eines Hakenhofes                         |    |
| Weitere Bilder                          | Wohnhaus       | Niederdorfstraße 13 (Karte)        |           | Ländliches Wohnhaus (Umgebinde)                                                                  |    |
| Weitere Bilder                          | Wohnhaus       | Niederdorfstraße 14 (Karte)        |           | Ländliches Wohnhaus (Umgebinde, Obergeschoss Fachwerk), ohne Anbau über Eck                      |    |
|                                         | Wohnhaus       | Niederdorfstraße 15 (Karte)        |           | Wohnhaus (Umgebinde) und daran angebautes Seitengebäude eines Hakenhofes                         |    |
| Weitere Bilder                          | Wohnhaus       | Niederdorfstraße 18 (Karte)        |           | Ländliches Wohnhaus (Umgebinde, Obergeschoss Fachwerk)                                           |    |
| Weitere Bilder                          | Wohnhaus       | Niederdorfstraße 25 (Karte)        |           | Ländliches Wohnhaus (Umgebinde, Obergeschoss Fachwerk)                                           |    |
| Weitere Bilder                          | Wohnstallhaus  | Niederdorfstraße 26 (Karte)        |           | Wohnstallhaus (Umgebinde, Obergeschoss Fachwerk)                                                 |    |
| Weitere Bilder                          | Wohnstallhaus  | Oberdorf 29 (Karte)                |           | Wohnstallhaus (Umgebinde, Obergeschoss Fachwerk)                                                 |    |
|                                         | Wohnstallhaus  | Oberdorf 30 (Karte)                |           | Wohnstallhaus (Umgebinde, Obergeschoss Fachwerk)                                                 |    |
| Weitere Bilder                          | Wohnhaus       | Schulweg 10 (Karte)                |           | Wohnhaus (Umgebinde), Seitengebäude und Auszugshaus (Umgebinde) eines Bauernhofes sowie ein Trog |    |
| Weitere Bilder                          | Auszugshaus    | Schulweg 12 (Karte)                |           | Wohnhaus (Umgebinde), Seitengebäude und Auszugshaus (Umgebinde) eines Bauernhofes sowie ein Trog |    |
| Weitere Bilder                          | Wohnstallhaus  | Schustergasse 2 (Karte)            |           | Wohnstallhaus (Umgebinde, Obergeschoss Fachwerk)                                                 |    |
| Weitere Bilder                          | Wohnmühlenhaus | Vorderes Räumicht 10 (Karte)       |           | Ehem. Wohnmühlenhaus (Umgebinde, Obergeschoss Fachwerk), jetzt Gasthof                           |    |
| Weitere Bilder                          | Wohnstallhaus  | Wachbergstraße 16 (Karte)          |           | Wohnstallhaus (Umgebinde, Obergeschoss Fachwerk)                                                 |    |
| Weitere Bilder                          | Wohnhaus       | Wachbergstraße 22 (Karte)          |           | Ländliches Wohnhaus (Umgebinde, Obergeschoss Fachwerk)                                           |    |
| Weitere Bilder                          | Wohnstallhaus  | Wachbergstraße 31 (Karte)          |           | Wohnstallhaus (Umgebinde, Obergeschoss Fachwerk)                                                 |    |
| Weitere Bilder                          | Wohnhaus       | Wüsterbe 3 (Karte)                 |           | Ländliches Wohnhaus (Umgebinde)                                                                  |    |

#### Schönbach
| Bild           | Bezeichnung   | Lage                         | Datierung | Beschreibung                                                                              | ID |
| -------------- | ------------- | ---------------------------- | --------- | ----------------------------------------------------------------------------------------- | -- |
| Weitere Bilder | Wohnhaus      | Martin-May-Straße 41 (Karte) |           | Ländliches Wohnhaus(Umgebinde) mit später angebautem Gasthaus                             |    |
| Weitere Bilder | Wohnstallhaus | Martin-May-Straße 49 (Karte) |           | Wohnstallhaus (Umgebinde, Obergeschoss Fachwerk verschiefert) mit hölzernem Schuppenanbau |    |
|                | Wohnhaus      | Ungerweg 1 (Karte)           |           | Frei stehendes Wohnhaus (Umgebinde, Obergeschoss Fachwerk verbrettert)                    |    |

#### Sebnitz
| Bild           | Bezeichnung | Lage                            | Datierung | Beschreibung                                                          | ID |
| -------------- | ----------- | ------------------------------- | --------- | --------------------------------------------------------------------- | -- |
| Weitere Bilder | Wohnhaus    | Bergstraße 16 (Karte)           |           | Fachwerk-Wohnhaus mit Umgebinde und Blockstube                        |    |
| Weitere Bilder | Wohnhaus    | Bergstraße 18 (Karte)           |           | Wohnhaus (Umgebinde)                                                  |    |
|                | Wohnhaus    | Bergstraße 23 (Karte)           |           | Umgebinde-Wohnhaus                                                    |    |
| Weitere Bilder | Wohnhaus    | Bergstraße 25 (Karte)           |           | Umgebinde-Wohnhaus                                                    |    |
| Weitere Bilder | Wohnhaus    | Bergstraße 26 (Karte)           |           | Umgebinde-Wohnhaus                                                    |    |
| Weitere Bilder |             | Friedhofstraße 18 (Karte)       |           | Eingeschossiges Wohnhaus (ehemals Umgebindehaus)                      |    |
| Weitere Bilder | Wohnhaus    | Hertigswalder Straße 9 (Karte)  |           | Fabrikanbau und Wohnhaus (Umgebinde) mit Anbau                        |    |
| Weitere Bilder | Wohnhaus    | Hertigswalder Straße 14 (Karte) |           | Umgebindehaus                                                         |    |
| Weitere Bilder | Wohnhaus    | Hertigswalder Straße 20 (Karte) |           | Umgebindehaus mit linksseitiger Blockstube                            |    |
| Weitere Bilder | Wohnhaus    | Hertigswalder Straße 28 (Karte) |           | Umgebinde-Wohnhaus                                                    |    |
| Weitere Bilder | Wohnhaus    | Hertigswalder Straße 31 (Karte) |           | Wohnhaus (Fachwerk)                                                   |    |
|                | Wohnhaus    | Lange Straße 31 (Karte)         |           | Umgebinde-Wohnhaus (links mit Blockstube)                             |    |
|                | Wohnhaus    | Lange Straße 49 (Karte)         |           | Umgebindewohnhaus (Obergeschoss Fachwerk)                             |    |
| Weitere Bilder | Wohnhaus    | Niederer Rosenberg 2 (Karte)    |           | Umgebinde-Wohnhaus mit Blockstube                                     |    |
| Weitere Bilder |             | Niederer Rosenberg 4 (Karte)    |           | Eingeschossiges Fachwerk-Wohnhaus mit Umgebinde und Blockstube        |    |
| Weitere Bilder | Wohnhaus    | Oberer Rosenberg 6 (Karte)      |           | Umgebinde-Wohnhaus mit zwei Blockstuben                               |    |
| Weitere Bilder | Wohnhaus    | Oberer Rosenberg 12 (Karte)     |           | Umgebinde-Wohnhaus mit Blockstube                                     |    |
| Weitere Bilder | Wohnhaus    | Obergasse 4 (Karte)             |           | Wohnhaus mit Umgebinde (verputzt)                                     |    |
| Weitere Bilder | Wohnhaus    | Obergasse 6 (Karte)             |           | Wohnhaus (Obergeschoss Fachwerk, verbrettert), rechtsseitig Umgebinde |    |
| Weitere Bilder | Wohnhaus    | Obergasse 12 (Karte)            |           | Wohnhaus mit linksseitigem Umgebinde und Blockstube                   |    |
|                | Wohnhaus    | Obergasse 13 (Karte)            |           | Wohnhaus mit rechtsseitigem Umgebinde und Blockstube                  |    |
| Weitere Bilder | Wohnhaus    | Obergasse 18 (Karte)            |           | Wohnhaus mit linksseitigem Umgebinde und Blockstube                   |    |
| Weitere Bilder | Wohnhaus    | Obergasse 23 (Karte)            |           | Umgebinde und Blockstube (Obergeschoss Fachwerk mit Blechverkleidung) |    |
| Weitere Bilder | Wohnhaus    | Obergasse 25 (Karte)            |           | Umgebindehaus                                                         |    |
| Weitere Bilder | Wohnhaus    | Weberstraße 37 (Karte)          |           | Umgebinde-Wohnhaus (Fachwerk mit Laube)                               |    |
| Weitere Bilder | Wohnhaus    | Weberstraße 54 (Karte)          |           | Wohnhaus (ehemaliges Umgebindehaus)                                   |    |
| Weitere Bilder | Wohnhaus    | Weberstraße 60 (Karte)          |           | Wohnhaus mit Umgebinde und Blockstube                                 |    |

### Stadt Wehlen

#### Dorf Wehlen
| Bild | Bezeichnung   | Lage                      | Datierung | Beschreibung                                                                        | ID |
| ---- | ------------- | ------------------------- | --------- | ----------------------------------------------------------------------------------- | -- |
|      | Wohnstallhaus | Pirnaer Straße 11 (Karte) |           | Wohnstallhaus (Umgebinde) eines Bauernhofes                                         |    |
|      | Wohnhaus      | Pirnaer Straße 42 (Karte) |           | Wohnhaus (Umgebinde)                                                                |    |
|      | Wohnhaus      | Pirnaer Straße 53 (Karte) |           | Wohnhaus (Umgebinde)                                                                |    |
|      | Wohnstallhaus | Pirnaer Straße 85 (Karte) |           | Zweiseithof mit Wohnstallhaus (Umgebinde) und Scheune                               |    |
|      | Wohnstallhaus | Teichweg 9 (Karte)        |           | Bauernhof mit Wohnstallhaus (Umgebinde), Scheune und Stallgebäude sowie Hofpflaster |    |

#### Stadt Wehlen
| Bild | Bezeichnung | Lage                      | Datierung | Beschreibung                                 | ID |
| ---- | ----------- | ------------------------- | --------- | -------------------------------------------- | -- |
|      | Wohnhaus    | Mennickestraße 11 (Karte) |           | Wohnhaus (Umgebinde) in halboffener Bebauung |    |

### Stolpen
| Bild           | Bezeichnung   | Lage                 | Datierung | Beschreibung                                                            | ID |
| -------------- | ------------- | -------------------- | --------- | ----------------------------------------------------------------------- | -- |
| Weitere Bilder | Wohnstallhaus | Talstraße 14 (Karte) |           | Wohnstallhaus (Obergeschoss Fachwerk, an der Rückseite z. T. Umgebinde) |    |

## Nicht-denkmalgeschützte Umgebindehäuser
| Bild | Name/Bezeichnung | Baujahr                                                | Beschreibung |
| ---- | ---------------- | ------------------------------------------------------ | ------------ |
|      | Wohnhaus         | Helmsdorf (Stolpen), Wilschdorfer Straße 30 (Lage)     |              |
|      | Wohnhaus         | Hinterhermsdorf (Sebnitz), Beize 13 (Lage)             |              |
|      | Wohnhaus         | Hinterhermsdorf (Sebnitz), Birkenweg 1 (Lage)          |              |
|      | Wohnhaus         | Hinterhermsdorf (Sebnitz), Neudorfstraße 10 (Lage)     |              |
|      | Wohnhaus         | Hinterhermsdorf (Sebnitz), Neudorfstraße 65 (Lage)     |              |
|      | Wohnhaus         | Hinterhermsdorf (Sebnitz), Schandauer Straße 13 (Lage) |              |
|      | Wohnhaus         | Hinterhermsdorf (Sebnitz), Schandauer Straße 19 (Lage) |              |
|      | Wohnhaus         | Lichtenhain (Sebnitz), Mittelweg 4 (Lage)              |              |
|      | Wohnhaus         | Mittelndorf (Sebnitz), Obere Straße 4a (Lage)          |              |
|      | Wohnhaus         | Ottendorf (Sebnitz), Sebnitzer Straße 7a (Lage)        |              |
|      | Wohnhaus         | Polenz (Neustadt), Teichweg 2 (Lage)                   |              |
|      | Wohnhaus         | Rathen, Mühlenweg 4 (Lage)                             |              |
|      | Wohnhaus         | Saupsdorf (Sebnitz), Schustergasse 9 (Lage)            |              |
|      | Wohnhaus         | Saupsdorf (Sebnitz), Wachbergstraße 7 (Lage)           |              |
|      | Wohnhaus         | Saupsdorf (Sebnitz), Wachbergstraße 21 (Lage)          |              |
|      | Wohnhaus         | Sebnitz, Obergasse 11 (Lage)                           |              |
|      | Wohnhaus         | Waitzdorf (Hohnstein), Zum Dorfgrund (Lage)            |              |

## Umgebindehäuser in nordwestlich angrenzenden Regionen

### Dresden

#### Niederpoyritz
| Bild | Bezeichnung | Lage                              | Datierung | Beschreibung                                      | ID |
| ---- | ----------- | --------------------------------- | --------- | ------------------------------------------------- | -- |
|      | Wohnhaus    | Pillnitzer Landstraße 224 (Karte) |           | Wohnhaus mit Nebengebäude, Umgebindehaus          |    |
|      | Wohnhaus    | Pillnitzer Landstraße 226 (Karte) |           | Umgebinde-Wohnhaus mit Fachwerk u. Andreaskreuzen |    |

#### Pillnitz
| Bild | Bezeichnung | Lage                       | Datierung | Beschreibung  | ID |
| ---- | ----------- | -------------------------- | --------- | ------------- | -- |
|      | Wohnhaus    | An der Schäferei 2 (Karte) |           | Umgebindehaus |    |

#### Rockau
| Bild           | Bezeichnung | Lage                   | Datierung | Beschreibung        | ID |
| -------------- | ----------- | ---------------------- | --------- | ------------------- | -- |
| Weitere Bilder | Wohnhaus    | Am Dorfplatz 5 (Karte) |           | ländliches Wohnhaus |    |

#### Wachwitz
| Bild | Bezeichnung | Lage                  | Datierung | Beschreibung | ID |
| ---- | ----------- | --------------------- | --------- | --- | -- |
|      | Wohnhaus    | Altwachwitz 5 (Karte) | um 1700   | Umgebindehaus |    |
|      | Wohnhaus    | Wachwitzgrund 13      | 1623      | eines der ältesten Wohngebäude von Wachwitz, Umgebindehaus mit Fachwerk, durch Inschrift im Türsturz auf das Jahr 1623 datiert |    |

### Landkreis Meißen
| Bild           | Bezeichnung | Lage                              | Datierung | Beschreibung | ID |
| -------------- | ----------- | --------------------------------- | --------- | --- | -- |
|                | Pfarrhof    | Naustadt, Pfarrweg 3a; 3b (Karte) |           | Pfarrhof mit Wohnhaus und Wohnstallhaus (im Winkel aneinandergebaut) (ehemaliges Umgebinde) sowie Brunnen mit Handschwengelpumpe (Denkmalschutzgebiet Dorf Naustadt) |    |
| Weitere Bilder | Bauernhof   | Röhrsdorf, Kirchberg 2 (Karte)    |           | Wohnstallhaus (Umgebindehaus) und Stallscheune eines Bauernhofes |    |